# Universidad Franco-Azerbaiyana
La Universidad Franco-Azerbaiyana (en azerí: Azərbaycan-Fransız Universiteti, en francés: L'Université franco-azerbaïdjanaise, acrónimo UFAZ) es una universidad localizada en Bakú, Azerbaiyán. Fue fundada en 2016 por iniciativa conjunta del presidente de Azerbaiyán Ilham Aliyev y el presidente de Francia François Hollande como proyecto conjunto codirigido por la Universidad de Estrasburgo y la Universidad Estatal del petróleo e industria de Azerbaiyán.
Los programas impartidos corresponden a la Universidad de Rennes 1 y a la de Estrasburgo. Los títulos de bachiller expedidos son: ingeniería química, ingeniería geofísica, ciencias de la computación e ingeniería petrolífera.